# Атаянц, Сергей Аванесович
Сергей Аванесович Атаянц (1928 — 2012) — советский и российский инженер-конструктор, организатор авиационной промышленности, заместитель генерального конструктора ТАНТК имени Г. М. Бериева (1973—2012). Лауреат Премии Правительства Российской Федерации в области науки и техники (1996).

## Биография
Родился 15 июня 1928 года в Махачкале. Предки С. Атаянца  происходят из села Караглух Гадрутского района Нагорно-Карабахской АО. Основатель рода Атаянцев на рубеже XVIII-XIX веков построил в селе церковь Богоматери.
Дядя архитектора Максима Атаянца.
До 1946 года работал и обучался в Махачкалинской средней школе. С 1946 по 1952 годы обучался на самолётостроительном факультете Харьковского авиационного института, получив специальность инженера-механика по самолётостроению.
с 1952 года направлен в Таганрог на ОКБ-49. С 1952 по 1954 годы — инженер-конструктор бригады оборудования самолётов, с 1954 по 1962 годы — начальник конструкторской бригады, руководил созданием высотного оборудования для самолёта Бе-10. С 1962 по 1972 годы — начальник конструкторского отдела и заместитель начальника Конструкторского бюро (КБ-3 — конструкторское бюро бортового радиоэлектронного оборудования), с 1972 по 1973 годы был ведущим конструктором по самолёту.
С 1973 по 2012 годы — заместитель генерального конструктора ТАНТК имени Г. М. Бериева, С. А. Атаянц принимал непосредственно участие в разработке двух сложнейших авиационных комплексов: самолёта-ретранслятора Ту-142МР и самолёта радиолокационного дозора и наведения А-50, являясь заместителем главного конструктора по этим темам и решая ключевые вопросы при их проектировании, строительстве и проведении испытаний. До 2012 года под руководством С. А. Атаянца велись работы по разработке новейшего авиационного комплекса А-100 на смену самолётам А-50, а также самолёта постановки помех А-90.
Умер 28 сентября 2012 года в городе Таганрог, Ростовской области.

## Награды
- Орден Трудового Красного Знамени (1983)
- Орден Знак Почёта (1971)
- Орден Почёта

## Премии
- Премия Правительства Российской Федерации в области науки и техники (11.01.1996 — «за разработку и создание новой техники»)

## Память
- В связи со стратегическим значением самолётов радиолокационного дозора и наведения (РЛДН) А-50 и А-50У, а также сохранения памяти о главном конструкторе, внёсшем огромный вклад в их разработку и создание, решением Военного совета ВВС России самолёту А-50У бортовой номер 37 в 2014 году присвоено имя — «Сергей Атаянц».